# 2460 Mitlincoln
2460 Mitlincoln è un asteroide della fascia principale. Scoperto nel 1980, presenta un'orbita caratterizzata da un semiasse maggiore pari a 2,2566934 UA e da un'eccentricità di 0,1106426, inclinata di 3,73896° rispetto all'eclittica.
L'asteroide è dedicato al MIT Lincoln Laboratory.